# ماریا (ترانه بلاندی)
«ماریا»، ترانه‌ای اثر بلاندی و از آلبوم سال ۱۹۹۹ آن‌ها، هیچ خروجی است. این ترانه، تک‌آهنگ بازگردانندهٔ موفق بلاندی بود؛ و اولین عرضه‌ای از گروه پس از آهنگ فرزند جنگ در سال ۱۹۸۲ بود. هم‌چنین این ترانه اولین تک‌آهنگ با رتبهٔ یک برای گروه بعد از جزر و مد حاکثر است در نوامبر ۱۹۸۰ است، و تصادفاً دقیقاً بیست سال پس از آن:ه در روزی که نخستین ترانهٔ رتبهٔ یکی آن‌ها در بریتانیا، قلب شیشه، در سال ۱۹۷۹ به صدر جدول رسید، به رتبهٔ یک دست‌یافت. این ترانه به وسیلهٔ جیمی دستری، کسی که در نوشتن چند ترانهٔ موفق گروه، مانند «اتمی (آهنگ)» همکاری داشت، نوشته شد.
در بریتانیا، این تک‌آهنگ به عنوان یک مجموعهٔ دو سی‌دی عرضه شد؛ اولی شامل بازترکیب‌هایی از «ماریا» و دومی شامل نسخهٔ زنده «پوست فریادزننده» از آلبوم «هیچ خروجی» و نیز اولین تک‌آهنگ موفق‌شان، بشخصه، بود.
هنگامی که این ترانه در فوریهٔ ۱۹۹۹ (میلادی) به رتبهٔ یک در بریتانیا رسید، دبی هری، که در آن زمان ۵۳ سال داشت، به پیرترین خوانندهٔ زنی تبدیل شد که این موفقیت را کسب می‌کرد.
جملهٔ «مثل یک میلیونر/درحال بازی کردن در نقش هوای واردشده» در یکی از ترانه‌های پیشین بلاندی، «مثل من راه برو» (که نیز به وسیلهٔ دستری نوشته شده بود) از آلبوم اتوامریکن (۱۹۸۰) استفاده شده بود.
در مورد این ترانه شایعاتی وجود دارد که تا اندازه‌ای دربارهٔ رجینا راسول، کسی که با درامر بلاندی، کلم برک، در آن زمان رابطه داشت نوشته شده‌است.
این ترانه، بعد از موفقیت تنیس‌باز زن، ماریا شاراپوا، در مسابقات ویمبلدون ۲۰۰۴ برای او استفاده شده‌است و در مونتاژهای متعددی به کار رفته است.
«ماریا»، به وسیلهٔ کیم آه جونگ در فیلم محصول کرهٔ جنوبی، ۲۰۰ پوند زیبایی، و نیز به وسیلهٔ گروه کره‌ای، لاوهولیک، تقلید شد.

## پیشنهٔ پخش
تمام ترانه‌ها به جز آن‌هایی که ذکر شده‌اند به وسیلهٔ جیمی دستری نوشته شده‌اند.
‎UK CD 1 ‎
1. ‎"Maria" (Radio Edit) - 4:09‎
2. ‎"Maria" (Soul Solution Remix Radio Edit) - 4:08‎
3. ‎"Maria" (Talvin Singh Remix Edit) - 4:39‎

‎UK CD 2‎
1. ‎"Maria" (Radio Edit) - 4:09‎
2. ‎"Screaming Skin" (Live) (Ashby, Foxx, Harry, Stein)‎
3. ‎"In the Flesh" (Harry, Stein) (Live)‎

‎UK CD 3 ‎
1. ‎"Maria" (Radio Edit) - 4:09‎
2. ‎"Maria" (Talvin Singh Rhythmic Remix) - 7:26‎

‎UK Cassette‎
1. ‎"Maria" (Radio Edit) - 4:09‎
2. ‎"Maria" (Soul Solution Remix Radio Edit) - 4:08‎

‎US CD‎
1. ‎"Maria" (Soul Solution Full Remix) - 9:27‎
2. ‎"Maria" (Talvin Singh Remix) - 7:27‎
3. ‎"Maria" (Talvin Singh Rhythmic Remix Edit) - 4:39‎
4. ‎"Maria" (Album Version) - 4:51‎

‎US 12"‎
1. ‎"Maria" (Soul Solution Full Remix) - 9:27‎
2. ‎"Maria" (Soul Solution Bonus Beats)‎
3. ‎"Maria (Talvin Singh Remix) - 7:27 ‎
4. ‎"Maria" (Talvin Singh Rhythmic Remix Edit) - 4:39‎
5. ‎"Maria" (Album Version) - 4:51‎